# Bruce Surtees
Bruce Mohr Powell Surtees (Los Angeles, 23 luglio 1937 – 23 febbraio 2012) è stato un direttore della fotografia statunitense.
È stato candidato all'Oscar alla migliore fotografia nel 1975 per Lenny. Il padre Robert Surtees, anch'egli direttore della fotografia, è riuscito invece a vincere ben tre volte il premio.

## Riconoscimenti
- Oscar alla migliore fotografia
  - 1975: candidato - Lenny

## Filmografia parziale
- Ispettore Callaghan: il caso Scorpio è tuo! (Dirty Harry), regia di Don Siegel (1971)
- Brivido nella notte (Play Misty for Me), regia di Clint Eastwood (1971)
- La notte brava del soldato Jonathan (The Beguiled), regia di Don Siegel (1971)
- 1999: Conquista della Terra (Conquest of the Planet of the Apes), regia di J. Lee Thompson (1972)
- Joe Kidd, regia di John Sturges (1972)
- Lo straniero senza nome (High Plains Drifter), regia di Clint Eastwood (1973)
- Una pazza storia d'amore (Blume in Love), regia di Paul Mazursky (1973)
- Lenny, regia di Bob Fosse (1974)
- Il pistolero (The Shootist), regia di Don Siegel (1976)
- Il texano dagli occhi di ghiaccio (The Outlaw Josey Wales), regia di Clint Eastwood (1976)
- Un mercoledì da leoni (Big Wednesday), regia di John Milius (1978)
- Il boxeur e la ballerina (Movie Movie), regia di Stanley Donen (1978)
- Fuga da Alcatraz (Escape from Alcatraz), regia di Don Siegel (1979)
- Honkytonk Man, regia di Clint Eastwood (1982)
- Firefox - Volpe di fuoco (Firefox), regia di Clint Eastwood (1982)
- Cane bianco (White Dog), regia di Samuel Fuller (1982)
- Coraggio... fatti ammazzare (Sudden Impact), regia di Clint Eastwood (1983)
- Bad Boys, regia di Rick Rosenthal (1983)
- Risky Business - Fuori i vecchi... i figli ballano (Risky Business), regia di Paul Brickman (1983)
- Corda tesa (Tightrope), regia di Richard Tuggle (1984)
- Beverly Hills Cop - Un piedipiatti a Beverly Hills (Beverly Hills Cop), regia di Martin Brest (1984)
- Il cavaliere pallido (Pale Rider), regia di Clint Eastwood (1985)
- Psycho III, regia di Anthony Perkins (1986)
- La morte alle calcagna (Out of Bounds), regia di Richard Tuggle (1986)
- License to Drive - Licenza di guida (License to Drive), regia di Greg Beeman (1988)
- Il padrone di casa (The Super), regia di Rod Daniel (1991)
- La ragazza della porta accanto (The Crush), regia di Alan Shapiro (1993)
- Una moglie per papà (Corrina, Corrina), regia di Jessie Nelson (1994)
- Gli uccelli II (The Birds II: Land's End), regia di Rick Rosenthal (1994)